# Roger De Neef
Roger De Neef (født 1. april 1906 i Lokeren, død 25. oktober 2001 smst.) var en cykelrytter fra Belgien. Hans foretrukne disciplin var banecykling.
De Neef deltog i 35 seksdagesløb, hvor af han vandt de fem. Ved Københavns seksdagesløb er andenpladsen i februar 1936 med makkeren Adolphe Charlier bedste placering. De Neef og Charlier kørte 23 seksdagesløb som par, og de kom i top-3 14 gange.